# Puxe
 Puxe  es una población y comuna francesa, en la región de Lorena, departamento de Meurthe y Mosela, en el distrito de Briey y cantón de Conflans-en-Jarnisy.

## Demografía
| 108 | 101 | 99 | 79 | 75 | 104 |
| Para los censos de 1962 a 1999 la población legal corresponde a la población sin duplicidades (Fuente: INSEE [Consultar]) |     |    |    |    |     |